# Crave
«Crave» (с англ. — «Жажду») — песня американской певицы Мадонны и рэппера Суэя Ли. Она войдет в четырнадцатый студийный альбом исполнительницы — Madame X. В качестве сингла была выпущена 10 мая 2019 года на лейбле Interscope Records. Песня достигла первого места в танцевальном хит-параде Dance Club Songs.

## История создания
В интервью за кулисами церемонии Billboard Music Awards 2019 года Мадонна рассказала, что песня была одной из первых, написанных ею для альбома. Песня — о «желании и ожидании» (desire and longing), и впоследствии при записи ей захотелось добавить мужской голос. О работе с Суэем Ли она сказала: «Он по-настоящему талантливый…. Считаю, что он хорошо сочиняет, хорошо поёт и он очень миловиден. Миловидность — это важно [c улыбкой]». (Суэй Ли — участник группы Rae Sremmurd.) 10 мая Мадонна во время интервью радиостанции iHeartRadio Мадонна сказала, что эта песня — о том, что «все мы хотим того, чего не можем получить».

## Профессиональные рецензии
Rolling Stone назвал песню «знойным поп-номером о жажде другого человека». NME назвал это первым выпущенным треком с альбома Madame X, в котором явно ощущается влияние португальской музыки фаду.

## Музыкальное видео
Премьера видео состоялась 22 мая 2019 года на Youtube. Режиссёром видео стал ранее работавший с певицей Нуно Ксико. В кадре — любовная история артистов.

## Коммерческий успех
«Crave» достиг первого места в танцевальном чарте Dance Club Songs, став 49-м чарттоппером Мадонны в этом американском хит-параде (чарт от 16 ноября 2019 года) и третьим с альбома Madame X. Ранее с него в танцчарте лидировали «Medellín» и «I Rise».
8 июня песня дебютировала на 19-месте в чарте Adult Contemporary chart журнал Billboard. Это было 37-е появление Мадонны в этом чарте и первое в этом десятилетии после «Ghosttown», вышедшем в 2015 году с альбома Rebel Heart. Спустя неделю песня поднялась до 15-го места, а позднее и до 11-го места, став высшим достижением певицы в этом чарте после хита «Frozen» (он был на 8-м месте в 1998 году). Песня также достигла 34-го места в хит-параде Adult Pop Songs, став в нём 21-м хитом Мадонны и крупнейшим успехом после песни «Give Me All Your Luvin'» (№ 33 в 2012 году).

## Чарты
| Чарт (2019)                            | Высшая позиция |
| -------------------------------------- | -------------- |
| China Airplay (Billboard China)        | 22             |
| France Downloads (SNEP)                | 23             |
| Венгрия (Single Top 40)                | 38             |
| Шотландия (OCC Scotland)               | 64             |
| Sweden Heatseeker (Sverigetopplistan)  | 19             |
| UK Downloads (Official Charts Company) | 49             |
| UK Sales (Official Charts Company)     | 51             |
| США (Billboard Adult Contemporary)     | 11             |
| США (Billboard Adult Pop Airplay)      | 34             |
| США (Billboard Dance Club Songs)       | 1              |